# Chiến tranh Ả Rập – Đông La Mã
Chiến tranh Ả Rập-Đông La Mã là một loạt các cuộc xung đột giữa các người Ả Rập Hồi giáo và Đế quốc Đông La Mã, kéo dài từ thế kỷ thứ 7 đến thế kỷ thứ 11. Cuộc chiến bắt đầu vào thế kỷ thứ 7 khi các Khalip nhà Rashidun và Omeyyad phát động các chiến dịch bành trướng và tiếp diễn dưới các triều đại kế tục dưới hình thức của một cuộc chiến tranh biên giới trường kỳ.
Sự xuất hiện của người Ả Rập vào những năm 30 của thế kỷ thứ 7 đã kiến Đế quốc Đông La Mã nhanh chóng đánh mất các tỉnh phía nam như Ai Cập hay Syria vào tay Đế quốc Ả Rập. Trong khoảng 50 năm tiếp đó, các Khalip Hồi giáo đã nhiều lần phát động các chiến dịch quy mô lớn vào sâu nội địa Tiểu Á, 2 lần áp sát kinh đô La Mã Constantinopolis, đánh chiếm khu vực Bắc Phi thuộc Tunisia ngày nay. Năm 718, sau khi cuộc vây hãm thành Constantinopolis lần thứ 2 thất bại, người Ả Rập buộc phải kết thúc các cuộc tấn công. Lúc này dãy núi Taurus ở vành đai phía đông của Tiểu Á đã trở thành biên giới chung của hai bên, được củng cố rất nhiều và phần lớn không có người ở. Dưới triều Abbas, quan hệ song phương đã có xu hướng cải thiện, hai bên trao đổi sứ giả, song vẫn tồn tại mâu thuẫn. Các cuộc tập kích của các lãnh chúa Hồi giáo địa phương hay thậm chí dưới sự hậu thuẫn của triều đình nhà Abbas vào lãnh thổ Đông La Mã diễn ra gần như hàng năm. Tình trạng giằng co này còn kéo dài tới tận thế kỷ thứ 10.
Vào thế kỷ đầu tiên, người Đông La Mã thường ở thế thủ. Họ tránh xung đột trực diện với người Ả Rập, sẵn sàng rút lui về các pháo đài phòng thủ vững chắc. Chỉ sau năm 740, người Đông La Mã mới phát động phản kích nhằm dành lại những vùng đất đã mất. Để đáp trả, vương triều Abbas thường xuyên thực hiện các cuộc tấn công quy mô lớn và tàn khốc vào vùng Tiểu Á. Cục diện thay đổi cùng với sự suy tàn của vương triều Abbas và sự trỗi dậy mạnh mẽ của Đế quốc Đông La Mã dưới triều đại Macedonia. Trong khoảng thời gian năm mươi năm kể từ 920 cho tới 976, người Đông La Mã cuối cùng đã phá vỡ hàng phòng thủ của người Hồi giáo và khôi phục quyền kiểm soát đối với miền bắc Syria và Đại Armenia. Khoảng thời gian 100 năm cuối cùng của cuộc chiến tranh Ả Rập – Đông La Mã bị chi phối bởi các cuộc xung đột biên giới với nhà Fatima ở Syria. Tuy vậy biên giới giữa hai nước vẫn không có quá nhiều biến đổi cho tới khi người Thổ Seljuk bành trướng vào Anatolia, mở ra kỷ nguyên Thập Tự Chinh.
Toàn bộ biển Địa Trung Hải trở thành chiến trường kể từ sau năm 650. Người Ả Rập thực hiện các cuộc đột kích và phản công nhằm vào các hòn đảo và các khu định cư miền duyên hải. Trong thời kỳ đỉnh cao vào thế kỷ 9 và đầu thế kỷ 10, người Ả Rập chinh phục các đảo Crete, Malta và Sicilia. Hạm đội của họ thậm chí còn tung hoành tại vùng biển ven bờ miền nam nước Pháp và Dalmatia, hay thậm chí là cả tại vùng ngoại ô của thành Constantinopolis.

## Bối cảnh
Chiến sự kéo dài và leo thang trong thế kỷ thứ 6 và 7 làm cho cả Đông La Mã và Đế quốc Sasan trở nên kiệt quệ và dễ bị tổn thương khi phải đối mặt với sự xuất hiện đột ngột của người Ả Rập. Dù cuộc chiến tranh với người Ba Tư kết thúc với phần thắng thuộc về Đông La Mã: Hoàng đế Heraclius đã lấy lại tất cả các lãnh thổ bị mất và đưa Thánh giá Thiêng liêng trở về Jerusalem năm 629, nhưng họ không có bất kỳ cơ hội nào để dưỡng sức dù chỉ là một vài năm mà đã bị người Ả Rập tấn công ngay lập tức. Theo nhà sử học Howard-Johnston, sự bành trướng của người Ả Rập "chỉ có thể được ví như một cơn sóng thần được tạo nên bởi con người". Còn theo nhà sử học George Liska thì "cuộc xung đột kéo dài một cách không cần thiết giữa Đông La Mã và Ba Tư đã mở đường cho đạo Hồi".
Trong những năm cuối thập nhiên 620, khi nhà tiên tri Muhammad cố gắng chinh phục và thống nhất các bộ lạc Ả Rập dưới lá cờ Hồi giáo thì cuộc chạm trán đầu tiên giữa Hồi giáo và Đông La Mã đã nổ ra. Chỉ một vài tháng sau khi Heraclius và Tổng thống lĩnh quân đội Ba Tư, Shahrbaraz đạt được đồng thuận về việc rút quân khỏi các tỉnh miền đông của Đông La Mã vào năm 629, thì quân đội Ả Rập và Đông La Mã đã phải đối mặt nhau tại Mu’tah. Muhammad qua đời năm 632 và được kế tục bởi Abu Bakr, người đầu tiên cai trị một bán đảo Ả Rập thống nhất sau khi giành chiến thắng trong cuộc chiến tranh Ridda, đánh dấu sự ra đời của một nhà nước Hồi giáo hùng mạnh.

## Cuộc xâm lược của người Hồi giáo

Khu vực Sham là nơi bắt đầu của cuộc Xâm lược của người Ả Rập.
Lãnh thổ mở rộng bởi Muhammad, 622–632/A.H. 1-11
Lãnh thổ mở rộng bởi Nhà Rashidun, 632–661/A.H. 11-40
Lãnh thổ mở rộng bởi Nhà Umayyad, 661–750/A.H. 40-129

Theo lịch sử của người Hồi giáo, nhà tiên tri Muhammad, sau khi nhận được thông tin tình báo rằng lực lượng Đông La Mã đã tập trung ở phía Bắc Ả Rập với ý định là sẽ xâm lược Ả Rập, ông này đã dẫn đầu một đội quân Hồi giáo tiến về phía bắc Tabouk ngày nay là Tây Bắc của Ả Rập Xê Út, Với ý định tấn công trước vào quân đội Byzantine, tuy nhiên tin tức này đã được chứng minh là không đúng sự thật. Mặc dù đây không phải là một trận chiến theo nghĩa thông thường, tuy nhiên sự kiện này, nếu nó thực sự xảy ra, sẽ là vụ xung đột đầu tiên giữa người Ả Rập và Đông La Mã.
Mặc dầu vậy, không có tài liệu nào của Đông La Mã ghi chép về đoàn quân viễn chinh tới Tabuk và rất nhiều các chi tiết chỉ đến từ nhiều nguồn tài liệu sau này của người Hồi giáo. Người ta tranh luận rằng nguồn tài liệu truyền thống của Đông La Mã chỉ đề cập đến trận đánh đầu tiên đó là trận Mu’tah năm 629, nhưng giả thuyết này không chắc đã hoàn toàn đúng. Các cuộc đụng độ đầu tiên có thể đã bắt đầu như là các xung đột với các quốc gia Ả Rập chư hầu của đế chế Đông La Mã và Sassanid: các vương quốc Ghassanid và Lakhmid của Al-Hirah. Trong mọi trường hợp thì chắc chắn sau năm 634 người Hồi giáo Ả Rập đã theo đuổi một cuộc xâm lược toàn diện vào cả hai đế chế, dẫn đến các cuộc chinh phục của đạo Hồi vào các quốc gia Cận Đông, Ai Cập và Ba Tư cho. Các tướng lãnh thành công nhất của người Hồi giáo Ả Rập là Khalid ibn al-Walid và ‘Amr ibn al-’As.

## Trích dẫn
1. ↑  Quân đội Đế quốc Đông La Mã gồm cả người Armenia, người Ghassanid, Mardaite Ả Rập, người Slav và người Rus'
2. ↑  "Ghassan." Encyclopædia Britannica. 2006. Encyclopædia Britannica Online. ngày 18 tháng 10 năm 2006
3. ↑  Theophanes, Chronicle, 317–327
* Greatrex–Lieu (2002), II, 217–227; Haldon (1997), 46; Baynes (1912), passim; Speck (1984), 178
4. ↑  Foss (1975), 746–47; Howard-Johnston (2006), xv
5. ↑  Liska (1998), 170
6. ↑  Kaegi (1995), 66
7. ↑  Nicolle (1994), 14
8. ↑  "Muhammad", Late Antiquity; Butler (2007), 145
9. ↑  Kaegi (1995), 67